# Gordon Richards

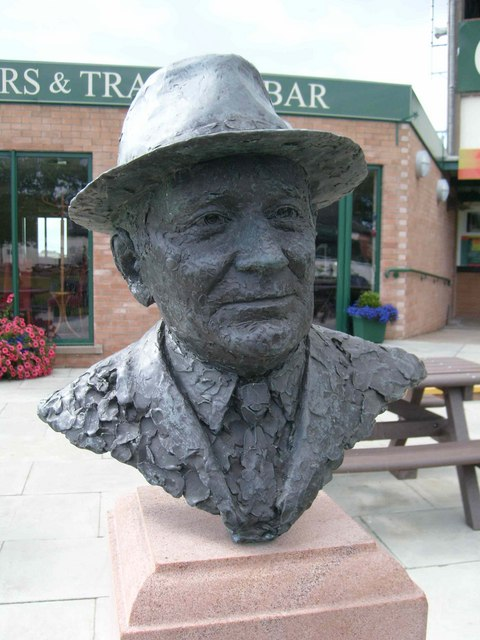
Gordon Richards

Sir Gordon Richards (Donnington Wood, 5 mei 1904 – 10 november 1986) was een Brits jockey. Hij was 26 keer Brits kampioen en wereldkampioen vlakkebaanren. Hij werd vooral bekend doordat hij in 1933 in één seizoen 259 overwinningen kon behalen en in 1947 269 overwinningen. Hij wordt beschouwd als de beste jockey ooit.